# Peter Ackroyd
Peter Ackroyd (Londen, 5 oktober 1949) is een Engels criticus en schrijver, vooral bekend van zijn romans en biografieën.

## Leven en werk
Ackroyd werd opgevoed door zijn moeder, nadat zijn vader de familie had verlaten toen hij nog een baby was. Al op zijn vijfde las hij kranten en op negenjarige leeftijd schreef hij een verhandeling over Guy Fawkes. Naar eigen zeggen wist hij al op zevenjarige leeftijd dat hij homoseksueel was.
Ackroyd studeerde Engels aan de Universiteit van Cambridge en later aan de Yale-universiteit. Na afronding van zijn studies, in 1973, trad hij in dienst bij het tijdschrift The Spectator. Tegenwoordig is hij hoofdredacteur op de literatuurafdeling van de Times. Met regelmaat verschijnt hij ook op radio en televisie.
Ackroyd begon zijn literaire carrière in de jaren zeventig met het schrijven van poëzie. Zijn romandebuut kwam in 1982 met The Great Fire of London, dat een soort bewerking was van Charles Dickens' Little Dorrit. Veel van zijn romans spelen zich af in Londen, vaak in vroeger tijden. Daarbij combineert hij vaak historische beschrijvingen met hedendaagse beschouwingen, steeds het specifieke, onveranderlijke karakter van Londen benadrukkend. Een van zijn bekendste werken is het non-fictieboek Londen: The Biography (2000), waarin hij de geschiedenis van Londen bespreekt op een wijze die hij zelf historische sociologie noemt.
De fascinatie van Ackroyd met Londen vindt ook zijn weerslag in diverse biografieën, meer in het bijzonder van Ezra Pound (1980), T.S. Eliot (1984), Charles Dickens (1990), William Blake (1995), Thomas More (1998), Geoffrey Chaucer (2004), William Shakespeare (2005) , William Turner en Dobbe Cottyn. Ook de wijze waarop hij het uitwerken van een biografie benadert (meer de context benadrukkend dan de precieze levensloop) kan als vernieuwend worden beschouwd.
Het werk van Ackroyd werd diverse malen onderscheiden, onder andere met de Costa Book Awards (voor zijn roman Hawksmoor) en de James Tait Black Memorial Prize (voor zijn biografie over Thomas More). In 2003 werd hij benoemd tot Commandeur in de Orde van het Britse Rijk. Sinds 2006 is hij lid van de American Academy of Arts and Sciences. 
Veel van zijn boeken werden ook in het Nederlands vertaald.

### Fictie
- 1971 Ouch! (poëzie)
- 1973 London Lickpenny (poëzie)
- 1982 The Great Fire of London
- 1983 The Last Testament of Oscar Wilde (Nederlands: Het laatste testament van Oscar Wilde, 1987)
- 1985 Hawksmoor (Nederlands: Hawksmoor)
- 1987 The Diversions of Purley and Other Poems (poëzie)
- 1987 Chatterton (Nederlands: Chatterton, deels fictieve biografie over Thomas Chatterton)
- 1989 First Light (Nederlands: Zonsopgang)
- 1992 English Music
- 1993 The House of Doctor Dee
- 1994 Dan Leno and the Limehouse Golem (Nederlands: Het proces tegen Elizabeth Cree)
- 1996 Milton in America (Nederlands: Miltons vlucht naar Amerika)
- 1999 The Plato Papers (Nederlands: De Plato-geschriften)
- 2000 The Mystery of Charles Dickens
- 2003 The Clerkenwell Tales (Nederlands: Nacht over Clerckenwell, 2003)
- 2004 The Lambs of London (Nederlands: Mary Lamb, 2009)
- 2006 The Fall of Troy (Nederlands: De val van Troje, 2007)
- 2008 The Casebook of Victor Frankenstein
- 2009 The Canterbury Tales – A Retelling

### Non-fictie
- 1976 Notes for a New Culture: An Essay on Modernism
- 1978 Country Life
- 1979 Dressing Up: Transvestism and Drag, the History of an Obsession
- 1980 Ezra Pound and His World
- 1984 T. S. Eliot
- 1987 Dickens London: An Imaginative Vision
- 1989 Ezra Pound and his World
- 1990 Dickens
- 1991 Introduction to Dickens
- 1995 Blake
- 1998 The Life of Thomas More
- 2000 London: The Biography
- 2001 The Collection: Journalism, Reviews, Essays, Short Stories, Lectures
- 2002 Dickens: Public Life and Private Passion
- 2002 Albion: The Origins of the English Imagination
- 2003 The Beginning (Nederlands: Het ontstaan van de aarde, 2006)
- 2003 Illustrated London
- 2004 Escape From Earth (Nederlands: De weg naar het heelal, 2006)
- 2004 Ancient Egypt (Nederlands: Het rijk der farao’s; reizen door de tijd)
- 2004 Chaucer
- 2004 Shakespeare: A Biography (Nederlands: Shakespeare: de biografie)
- 2005 Ancient Greece (Nederlands: Het oude Griekenland)
- 2005 Ancient Rome (Nederlands: Het oude Rome)
- 2005 Turner
- 2006 1001 Books You Must Read Before You Die (voorwoord, Nederlands: 1001 boeken die je gelezen moet hebben)
- 2007 Thames: Sacred River
- 2008 Coffee with Dickens (met Paul Schlicke)
- 2008 Newton
- 2008 Poe: A Life Cut Short (Nederlands: Edgar Allan Poe: de biografie}
- 2009 Venice: Pure City
- 2010 The English Ghost
- 2011 London Under
- 2011 A History of England: Foundation
- 2012 A History of England, Volume II: The Tudors
- 2015 Alfred Hitchcock